# تترای خط‌سرخ
تترای خط‌سرخ (نام علمی: Hyphessobrycon amapaensis)، که گاهی بیشتر به عنوان تترای آماپا یا تترای شنگرفی (اسکارلت) شناخته می‌شود، گونه‌ای تترا از راسته تتراسانان و خانواده کاراسینان‌ها است. این گونه زیبا بومی برزیل است.

## ویژگی‌ها
تترای خط‌سرخ از نظر شکل شبیه به تترا بوینس آیرس است. این ماهی به رنگ نقره‌ای است که خط قرمزی از روی بدنش می‌گذرد و همین خط دلیل نام‌گذاری آن است. زیر خط سرخ یک خط زرد کوچک و یک خط سیاه کوچکتر وجود دارد. آنها تا حدود ۲٫۵ تا ۳ سانتیمتری رشد می‌کنند.

## پراکندگی و زیستگاه
محل زندگی این گونه منحصراً در یک نهر ساوانای کوچک در زهکشی ریو پرتو (Rio Preto) با بستر ماسه و شنی، شناخته شده‌است.

## در آکواریوم
تترای خط‌سرخ یک ماهی اجتماعی صلح‌جو است. آنها یکی از بهترین گزینه‌ها برای آکواریوم‌های پلنت می‌باشند. بهتر است در گروه‌های ۶ تا ۸ تایی نگهداری شوند. دمای مورد نیاز ۲۳ تا ۲۸ درجه سانتیگراد است. آنها به صورت پراکنده تخم گذاری می‌کنند و به تخم‌ها و بچه‌های خود اهمیت نمی‌دهند.